# El Malpais nationalmonument

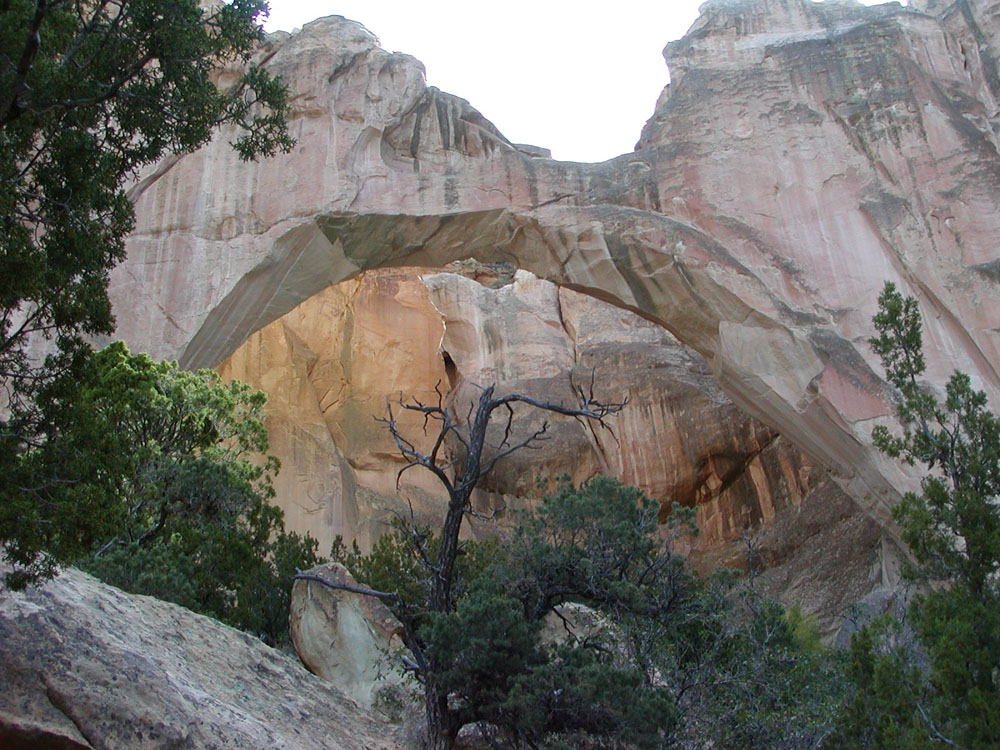
El Malpais nationalmonument

El Malpais nationalmonument ligger i delstaten New Mexico i USA. Här finns ett säreget landskap med förhistoriska lavaflöden, kratrar och förkastningar.